# آی‌ان‌اس داکار
آی‌ان‌اس داکار (به انگلیسی: INS Dakar) یک زیردریایی بود که طول آن ۲۷۶ فوت ۶ اینچ (۸۴٫۲۸ متر) بود. این زیردریایی در سال ۱۹۴۳ ساخته شد.